# Absang (Helmbrechts)
Absang ist ein Gemeindeteil der Stadt Helmbrechts im Landkreis Hof (Oberfranken, Bayern). Absang liegt in der Gemarkung Ahornberg. Zum Gemeindeteil zählt die Einöde Jägersruh.

## Geografie
Der Weiler besteht aus fünf Wohngebäuden und mehr als einem Dutzend Nebengebäuden. Durch den Ort fließt ein namenloser rechter Zufluss der Selbitz. Die Kreisstraße HO 25 führt nach Helmbrechts zur Staatsstraße 2194 (1,6 km westlich) bzw. die Bundesautobahn 9 unterquerend nach Ahornberg (3,6 km östlich). Eine Gemeindeverbindungsstraße führt nach Edlendorf (1,4 km nördlich).

## Geschichte
Absang wurde an der Altstraße Stadtsteinach–Helmbrechts angelegt. Im 16. Jahrhundert wurde erwähnt, dass der Ort im Hochgerichtsbereich des bayreuthischen Stadtrichteramtes Münchberg lag. Absang gehörte zur Realgemeinde Edlendorf. Gegen Ende des 18. Jahrhunderts bestand Absang aus sechs Anwesen (1 Viertelhof mit 2 Häusern, 1 Achtelhof, 1 Dreiachtelhofgut mit 2 Häusern, 1 Sechszehntelhof). Das Kastenamt Münchberg war Grundherr sämtlicher Anwesen.
Von 1797 bis 1810 unterstand Absang dem Justiz- und Kammeramt Münchberg. Infolge des Ersten Gemeindeedikts wurde Absang dem 1812 gebildeten Steuerdistrikt Ahornberg und der zugleich entstandenen Ruralgemeinde Ahornberg zugewiesen. Im Zuge der Gebietsreform in Bayern wurde Absang am 1. Mai 1978 nach Helmbrechts eingemeindet.

### Einwohnerentwicklung
| Jahr      | 1812  | 1861   | 1871   | 1885   | 1900   | 1925   | 1950   | 1961   | 1970   | 1987   |
| Einwohner | 29    | 16     | 18     | 21     | 22     | 9      | 15     | 13     | 5      | 6      |
| Häuser    | 5     |        |        | 3      | 4      | 1      | 2      | 1      |        | 1      |
| Quelle    | [ 7 ] | [ 10 ] | [ 11 ] | [ 12 ] | [ 13 ] | [ 14 ] | [ 15 ] | [ 16 ] | [ 17 ] | [ 18 ] |

## Religion
Absang ist nach St. Martin (Ahornberg) gepfarrt und evangelisch-lutherisch geprägt.